# 422 př. n. l.

## Hlava státu
- Perská říše – Dareios II. (423 – 404 př. n. l.)
- Egypt – Dareios II. (423 – 404 př. n. l.)
- Bosporská říše – Satyrus (433 – 389 př. n. l.)
- Sparta – Pleistonax (458 – 409 př. n. l.) a Ágis II. (427 – 399 př. n. l.)
- Athény – Aminias (423 – 422 př. n. l.) » Alcaeus (422 – 421 př. n. l.)
- Makedonie – Perdikkás II. (448 – 413 př. n. l.)
- Epirus – Tharrhypas (430 – 392 př. n. l.)
- Odryská Thrácie – Seuthes I. (424 – 410 př. n. l.)
- Římská republika – konzulové L. Manlius Capitolinus, L. Papirius Mugillanus a Q. Antonius Merenda (422 př. n. l.)
- Kartágo – Hannibal Mago (440 – 406 př. n. l.)